# Fortin Solano
 (avril 2024).
Si vous disposez d'ouvrages ou d'articles de référence ou si vous connaissez des sites web de qualité traitant du thème abordé ici, merci de compléter l'article en donnant les références utiles à sa vérifiabilité et en les liant à la section « Notes et références ».
Le fortin Solano (en esp. Fortín Solano ou Mirador de Solano) est un fort situé sur les hauteurs qui dominent la ville côtière de Puerto Cabello, dans l’État de Carabobo, au Venezuela.

## Historique

### Création
Il est édifié en 1766, à l’initiative du gouverneur et capitaine général de Venezuela Don José Solano y Bote.
Sa fonction, au même titre que le fort San Felipe en bord de mer, est de garantir la ville de possibles offensives navales et de protéger son port de commerce.

### Guerre d'indépendance du Venezuela
Durant la lutte pour l’indépendance, il fut le théâtre d’une vive activité militaire.

### Conservation
Le Parc national San Esteban, au-dedans duquel se situe le fortin, renferme un ensemble de sites patrimoniaux historiques, parmi lesquels : le Chemin des Espagnols (Camino de los Españoles), sentier muletier qui serpente à travers la montagne entre Puerto Cabello et Valencia, avec son pont à arche ogivale ; le village de San Esteban, avec la maison du général Bartolomé Salom (es), héros de la guerre d’indépendance ; le Chemin indigène du Sel (Camino indígena de la Sal), courant de Patanemo à Guacara ; enfin, le lieu-dit Piedras Pintadas, dans la localité de Tronconero, site célèbre pour ses pétroglyphes des Indiens caraïbes.